# بونانزا (مسلسل)
بونانزا (بالإنجليزية: Bonanza)‏ هو مسلسل تم إنتاجه في الولايات المتحدة. بدأ عرضه في سنة 1959. عرض على هيئة الإذاعة الوطنية. بلغ عدد مواسم المسلسل 14 موسما، بلغ عدد حلقاته 431 حلقة، وتبلغ مدة الحلقة الواحدة 50 دقيقة. تم بث المسلسل لأول مرة بتاريخ 12 سبتمبر 1959 بينما تم بث آخر حلقة منه بتاريخ 16 يناير 1973 بعد أن استمر لقرابة 14 عاما. من بطولة لورن غرين، بيرنيل روبرتس، ديفيد كناري وتيم ماثيسون.

## روابط خارجية
- بونانزا على موقع IMDb (الإنجليزية)
- بونانزا على موقع ميتاكريتيك (الإنجليزية)
- بونانزا على موقع الموسوعة البريطانية (الإنجليزية)
- بونانزا على موقع روتن توميتوز (الإنجليزية)
- بونانزا على موقع قاعدة بيانات الأفلام العربية
- بونانزا على موقع أول موفي (الإنجليزية)
- بونانزا على موقع فيلمافينيتي (الإسبانية)
- بونانزا على موقع كينوبويسك (الروسية)
- بونانزا على موقع ألو سيني (الفرنسية)
- بونانزا على موقع قاعدة بيانات الفيلم (الإنجليزية)